# مارك أبن
مارك أبن (بالإنجليزية: Mark Abene)‏ هو رائد أعمال وخبير أمن معلومات أمريكي ولد في مدينة نيويورك. كان عضوا في مجموعة الاختراق أساتذة الخداع. كان مارك في الثمانينات مخترقا مشهورا حيث ظهر في مجلة نيويورك تايمز ومجلة هاربرز كما ظهر على التلفاز.

## النشأة
كان أول استخدام لمارك لأجهزة الحاسوب في سن الـ 9 سنوات في متجر محلي، حيث كان في كثير من الأحيان يقضي الوقت أثناء تسوق والديه. وكان أول جهاز حاسوب خاص به هو تي آر إس 80.